# Орілька (селище)
Орілька — селище (до 2024 року — селище міського типу) в Україні, у Лозівській міській громаді Лозівського району Харківської області. Назва походить від однойменної річки.

## Географія
Селище Орілька розташоване за 166 км від обласного центру та 27 км від районного центру, на лівому березі річки Орілька. Вище за течією знаходиться Орільське водосховище, нижче за течією примикає село Хижняківка. Паралельно річці пролягає Канал Дніпро — Донбас. Через селище проходить залізнична лінія Красноград — Лозова, станція Орілька.

## Історія
Селище засноване у 1902 році під час будівництва залізниці Лозова — Полтава.
За часів СРСР було побудовано автоматизований Орільський цукровий завод, почав працювати наприкінці вересня 1966 року, продуктивність якого становила 50 тисяч центнерів цукрових буряків за добу. Завод виробляв також глютамінову кислоту та сухий жом (наразі завод знищений, устаткування вирізане на метал, через те селище переживає занепад). Також працювали млин, олійниця, хлібоприймальний пункт і хлібопекарня. У селищі містилася центральна садиба колгоспу імені Свердлова (4700 гектарів сільськогосподарських угідь), що спеціалізувався на зерно-м'ясо-молочному напрямкові господарства.
Уродженці Орільки брали учать у бойових діях в Афганістані.
У 1990-х роках в Орільці було засновано патріотичну організацію — Орільська козацька сотня (один із активістів — Ремига). Проте особливої активності вона не проявила й скоро занепала. Мешканець Орільки Костриця був членом осередку ОУН міста Лозова.
З 1962 по 2020 роки — адміністративний центр Орільської селищної ради, якій були підпорядковані населені пункти: Запарівка, Петропілля, Хижняківка, Шугаївка, Українське та Яблучне.
12 червня 2020 року, відповідно до розпорядження Кабінету Міністрів України  № 725-р «Про визначення адміністративних центрів та затвердження територій територіальних громад Харківської області», селище увійшло до складу Лозівської міської громади.
17 липня 2020 року, в результаті адміністративно-територіальної реформи та ліквідації колишнього Лозівського району (1923—2020), селище увійшло до складу новоутвореного Лозівського району Харківської області.
26 січня 2024 року в Україні набув чинності Закон № 3285-IX, який передбачає дерадянізацію адміністративно-територіального устрою України, то ж селище міського типу Орілька набуло статусу селища.

## Об'єкти соціальної сфери
- 2 середні загальноосвітні школи.
- Клуб.
- 2 бібліотеки.
- Лікарня.
- Аптека

## Релігія
В селі знаходиться храм УПЦ МП, а також є невеличка громада баптистів. Православна церква в селищі була одним із двох діючих храмів, що функціонував у повоєнні радянські часи на теренах Лозівщини.

## Пам'ятки
Орнітологічний заказник місцевого значення «Пташиний» — об'єкт природно-заповідного фонду Харківської області, що розташований на острові Орільського водосховища.

## Особистості
- Троян Вадим Анатолійович
- Форті Давид Михайлович (1999—2022) — старший солдат Національної гвардії України, учасник російсько-української війни.